# Ripperova promenáda
Ripperova promenáda je lázeňská promenáda v Lázních Jeseník.
Přesný rok uvedení Ripperovy promenády není znám, ale stalo se tak v polovině devatenáctého století. Jedná se o okružní komunikaci v nadmořské výšce okolo 610 metrů obepínající vrchol Kopa jihovýchodně od samotných lázní. Začátek a konec 1150 metrů dlouhé promenády je situován v blízkosti lázeňského domu Priessnitz. Pojmenována byla po Johannovi Ripperovi, zeti zakladatele lázní Vincenta Priessnitze, který po jeho smrti převzal jejich vedení. Promenáda je v celé délce lemována alejí zhruba 260 stromů, jejíž součástí je i tzv. Lípa na promenádě, která je památným stromem, umístěna je podél ní série informačních tabulí, několik altánů, pomníků včetně tzv. Maďarského, jehož lev se stal i symbolem samotných lázní. Promenáda umožňuje výhled na město Jeseník a přilehlé části Hrubého Jeseníku, Rychlebských hor, Zlatohorské vrchoviny a části polských rovin. Její severovýchodní část využívá modře značená trasa 2205 spojující lázně s městem po tzv. Muzikantské cestě.